# Банадзор
Банадзор (вірм. Բանաձոր), Баназур (азерб. Banazur) — село у Гадрутському районі Нагірно-Карабаської Республіки. Село розташоване на південь від Гадрута. Банадзорська сільська рада має у своєму складі також і сусіднє село Цор.

## Історія

### Війна
Під час карабаської війни село було повністю зруйноване, а від будинків залишилися лише фасади. Наразі село відновлено.

## Відомі уроженці
- Аванесян Іван Хоренович — учасник Карабаської війни, колишній керівник Гадрутського районного відділу ВС, пізніше пенсійного відділу, а також колишній мер Гадруту[2]

## Пам'ятки
- В селі розташована церква Сурб Аствацацін 17 століття, цвинтар 17-19 століття, міст 19 століття та каплиця «Спітак тха» (укр. Білий хлопчик) 12-14 століття.